# 莫党
莫党（1934年12月2日—2025年6月12日），男，广东东莞人。中国固体物理学家，中山大学教授。

## 生平
莫党是1952年广东省高考状元，被北京大学物理系录取，师从黄昆老师，1956年毕业后留校任教。1979年9月调入中山大学物理系，1985年11月晋升教授。1986年7月，被国务院学位委员会批准为博士生导师。1984年至1990年，担任中山大学物理系主任。1991年至1995年，担任广东省物理学会理事长。2004年1月退休。2025年6月12日在广州逝世。